# Republikflykt

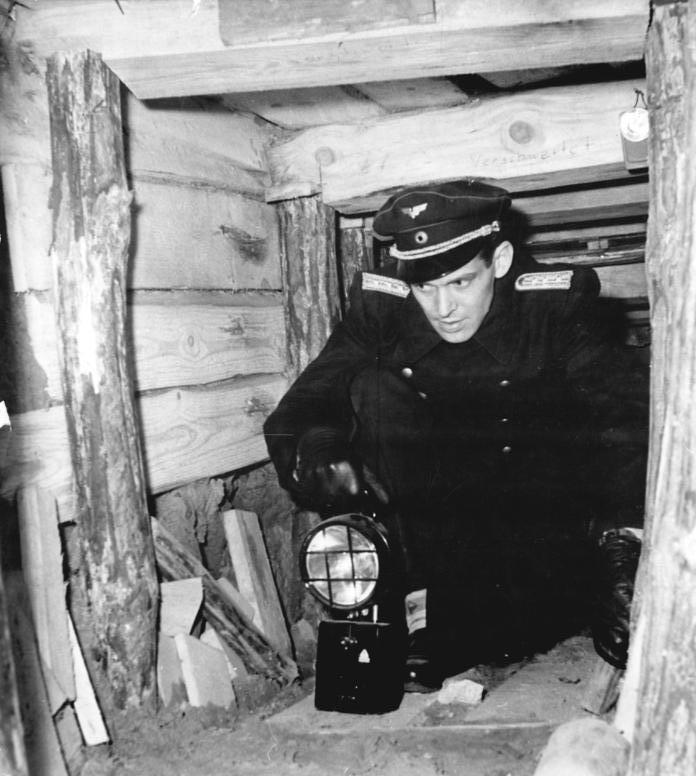
En anställd vid Deutsche Reichsbahn inspekterar en flykttunnel under Berlin Wollankstraße station i januari 1962

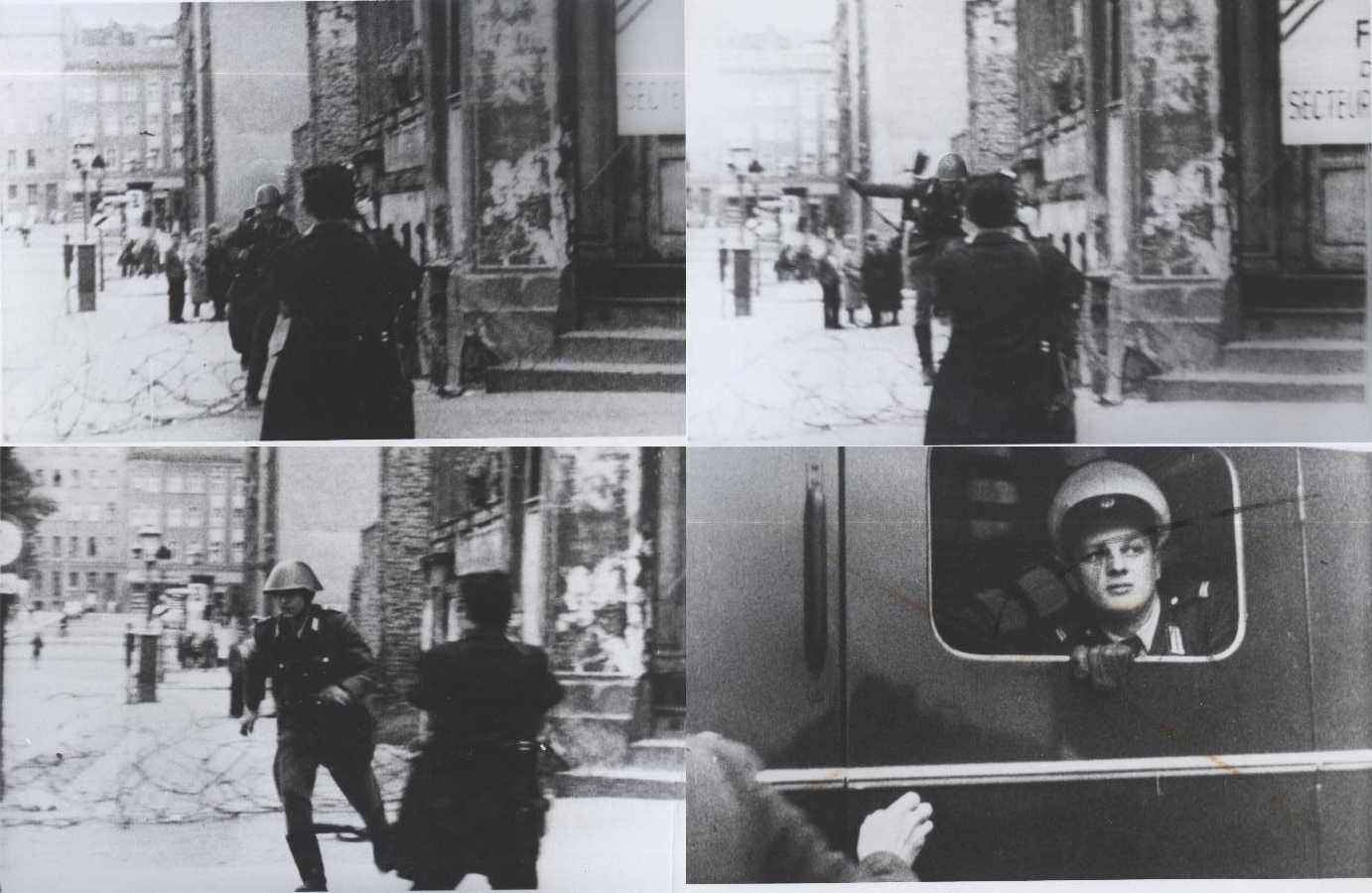
Östtyske soldaten Conrad Schumann flyr till Västberlin under byggandet av Berlinmuren i augusti 1961

Republikflykt (tyska: Republikflucht) var en av det tidigare Östtysklands statsmakter och media använd benämning för att lämna landet utan utresetillstånd, i realiteten ett avhopp till väst. De som använde sig av metoden benämndes Republikflüchtlinge (republikflyktingar).
Republikflykt kunde genomföras genom till exempel forcering av Berlinmuren eller den inomtyska gränsen, eller genom avhopp till Kanada under Interflugs mellanlandning i Gander på Newfoundland på rutten Berlin-Havanna och vice versa. Det förekom att idrottare, sjömän och andra som tillfälligt fick resa, hoppade av. Före 1961, innan Västberlins gräns var spärrad, var det bara att ta ett tåg som gick genom Västberlin och hoppa av när det stannade, vilket tusentals gjorde, trots att det redan då var förbjudet. 1961 blev den yttre järnvägsförbindelsen Berliner Außenring klar så östtyska tåg kunde gå runt Västberlin och Berlinmuren kunde meningsfullt byggas.
Straffet för försök till republikflykt var ett till fem års fängelse. Det var också tillåtet för gränsbevakningen att, om det behövdes för att hindra flykt, döda dem som försökte.
Våren 1989 öppnade Ungern sin gräns mot Österrike och tillät resor utan visum, och runt augusti samma år tog sig hundratals östtyska flyktingar mot Västtyskland via Ungern. Detta var början på händelserna som ledde till Berlinmurens fall. Den tidigare östtyske partiledaren Erich Honecker åtalades 1993 för brott mot det tyska folket i och med att gränsbevakningen fick döda flyende. Rättegången sköts dock upp av hälsoskäl, och han begav sig till Chile där han avled i maj 1994.

## Populärkultur
I september 1979 flydde två östtyska familjer till väst i en luftballong. I TV-serien John Blund såg producenterna därefter till att John Blund inte åkte luftballong i något av de kommande avsnitten. I de avsnitt han semestrade vid Östersjöns kust var det noga att han inte åkte båt.

## Antalet offer
Antalet dödsoffer är oklart. Enligt åklagarmyndigheten i Berlin rör det sig om minst 271 personer som aktivt dödades av östtyska gränsvakter. Den efter Östtysklands fall tillsatta myndigheten Zentrale Ermittlungsgruppe für Regierungs- und Vereinigungskriminalität, redovisade 421 misstänkta fall. Arbeitsgemeinschaft 13. August redovisar 1008 fall, då även personer som drunknat under flykt över Östersjön, dött i olyckor under pågående flykt, begått självmord efter upptäckt flyktförsök, med flera dödsorsaker, räknas in.